# Мушата (село)
Мушата (рум. Mușata) — село у повіті Васлуй в Румунії. Входить до складу комуни Березень.
Село розташоване на відстані 271 км на північний схід від Бухареста, 36 км на південний схід від Васлуя, 89 км на південний схід від Ясс, 112 км на північ від Галаца.

## Населення
За даними перепису населення 2002 року у селі проживали 504 особи, усі — румуни. Усі жителі села рідною мовою назвали румунську.